# تنگه ناروتو

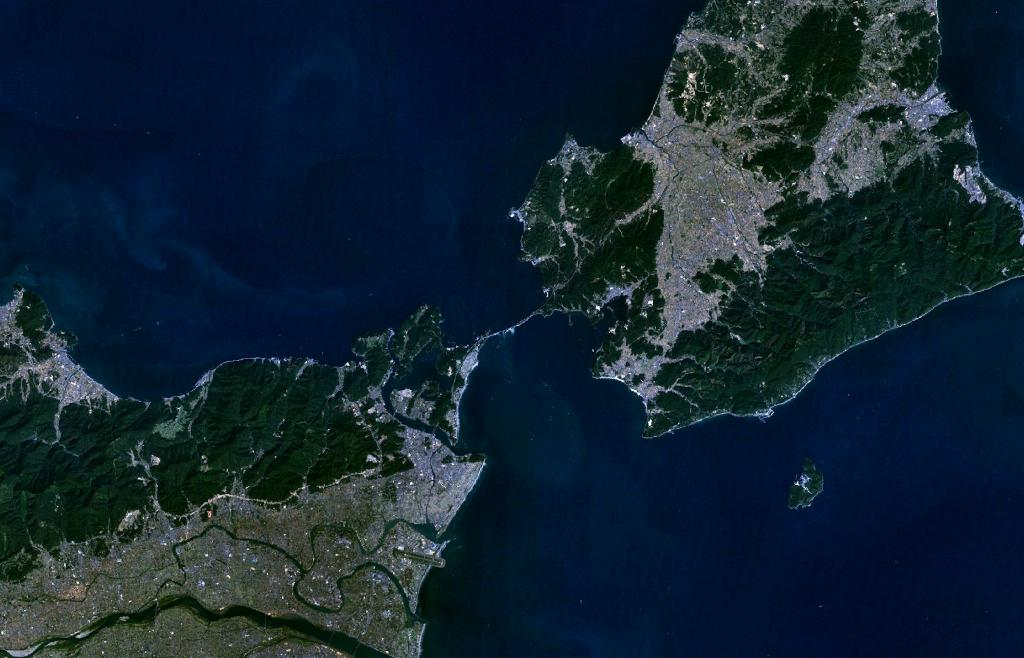
تنگه ناروتو

تنگه ناروتو (به ژاپنی: 鳴門海峡 Naruto Strait) یک تنگه دریایی است که بین جزیره آواجی و شیکوکو در ژاپن قرار گرفته‌است.